# Station Stjørdal
Station Stjørdal is een spoorwegstation in Stjørdal in de Noorse fylke Trøndelag. Het station uit 1902 werd ontworpen door Paul Armin Due. Stjørdal ligt aan Nordlandsbanen.